# Ванин, Михаил Валентинович
Михаи́л Валенти́нович Ва́нин (род. 1 августа 1960, Кубинка, Кунцевский район, Московская область) — российский государственный деятель, дипломат. Чрезвычайный и полномочный посол (2006).
Председатель Государственного таможенного комитета Российской Федерации (1999—2004). Действительный государственный советник таможенной службы Российской Федерации (2002).

## Биография

### Образование
В 1982 году окончил Юридический факультет Московского государственного университета и поступил на службу в таможенные органы.
В 2000 году окончил Российскую академию государственной службы при Президенте Российской Федерации.

### Карьера
С 1982 года — инспектор, затем старший инспектор, ведущий инспектор, главный инспектор, заместитель начальника, начальник отдела по борьбе с контрабандой, заместитель начальника Шереметьевской таможни.
- В 1990—1991 годах — главный юрисконсульт Договорно-правового отдела МИД РСФСР.
- В 1992—1998 годах — начальник Управления по борьбе с контрабандой и нарушениями таможенных правил ГТК России (с 1995 года — Управления по борьбе с таможенными правонарушениями).
- С ноября 1998 по апрель 1999 года — представитель ГТК России в Кыргызстане.
- С апреля по май 1999 года — начальник Таможенной инспекции ГТК России.
- С 27 мая 1999 по 29 июля 2004 года — председатель Государственного таможенного комитета России[1][2]. Являлся председателем: Таможенного комитета Союза Белоруссии и России, Совета руководителей таможенных служб государств — членов СНГ, Совета руководителей таможенных служб стран — участниц Евразийского экономического сообщества.
- С 10 декабря 2004 по  23 сентября 2009 года — чрезвычайный и полномочный посол Российской Федерации в Республике Словении[3][4].
- С 23 сентября 2009 по 6 апреля 2012 года — генеральный директор Министерства иностранных дел Российской Федерации[5][6].
- С 6 апреля 2012 по 12 декабря 2018 года — чрезвычайный и полномочный посол Российской Федерации в Королевстве Дания[7][8].
- С 28 сентября 2021 по 31 марта 2023 года — чрезвычайный и полномочный посол Российской Федерации в Латвийской Республике[9][10].
- С 2023 года — посол по особым поручениям МИД России.

## Награды
- Орден Почёта
- Именное оружие — пистолет Макарова (16 декабря 1999, Кыргызстан) — за большой личный вклад в дело развития двустороннего сотрудничества между таможенными службами Кыргызской Республики и Российской Федерации[11]
- Почётная грамота Правительства Российской Федерации (26 июля 2000) — за большой личный вклад в развитие таможенного дела и защиту экономических интересов страны[12]
- Нагрудный знак ГТК России «За развитие таможенной службы России» (7 июля 2004) — за большой личный вклад в становление, развитие и совершенствование таможенной системы Российской Федерации и организацию эффективной работы таможенных органов[13]
- Медаль «Дмитрий Бибиков» (2013, ФТС России)
- Орден Дружбы (2016)[14]

## Специальные звания
- Государственный советник таможенной службы III ранга (29 ноября 1993)[15]
- Генерал-полковник таможенной службы (1998)
- Действительный государственный советник таможенной службы РФ (23 октября 2002)[16]

## Дипломатический ранг
Чрезвычайный и полномочный посол (10 января 2006)